# Podomyrma
Podomyrma is een geslacht van vliesvleugelige insecten van de familie Mieren (Formicidae).

## Soorten
- P. abdominalis Emery, 1887
- P. adelaidae (Smith, F., 1858)
- P. alae Donisthorpe, 1949
- P. albertisi Emery, 1887
- P. basalis Smith, F., 1859
- P. bispinosa Forel, 1901
- P. carinata Donisthorpe, 1947
- P. clarki (Crawley, 1925)
- P. chasei Forel, 1901
- P. christae (Forel, 1907)
- P. delbrueckii Forel, 1901
- P. densestrigosa Viehmeyer, 1924
- P. elongata Forel, 1895
- P. femorata Smith, F., 1859
- P. ferruginea (Clark, 1934)
- P. formosa (Smith, F., 1858)
- P. gastralis Emery, 1897
- P. gibbula Viehmeyer, 1914
- P. gratiosa (Smith, F., 1858)
- P. grossestriata Forel, 1915
- P. inermis Mayr, 1876
- P. keysseri Viehmeyer, 1914
- P. kitschneri (Forel, 1915)
- P. kraepelini Forel, 1901
- P. laevifrons Smith, F., 1859
- P. laevissima Smith, F., 1863
- P. lampros Viehmeyer, 1924
- P. libra (Forel, 1907)
- P. macrophthalma Viehmeyer, 1925
- P. maculiventris Emery, 1887
- P. maligna (Smith, F., 1865)
- P. marginata (McAreavey, 1949)
- P. micans Mayr, 1876

- P. minor Donisthorpe, 1949
- P. mjobergi (Forel, 1915)
- P. muckeli Forel, 1910
- P. nitida (Clark, 1938)
- P. novemdentata Forel, 1901
- P. obscurior Forel, 1915
- P. octodentata Forel, 1901
- P. odae Forel, 1910
- P. omniparens (Forel, 1895)
- P. overbecki Viehmeyer, 1924
- P. pulchella Donisthorpe, 1938
- P. ruficeps Smith, F., 1863
- P. rugosa (Clark, 1934)
- P. silvicola Smith, F., 1860
- P. simillima Smith, F., 1860
- P. testacea Donisthorpe, 1949
- P. tristis Karavaiev, 1935
- P. turneri (Forel, 1901)
- P. vidua Santschi, 1932